# Igor Mitreski
Igor Mitreski (ur. 19 lutego 1979 w Strudze) – macedoński piłkarz grający na pozycji środkowego obrońcy.

## Kariera klubowa
Mitreski jest wychowankiem klubu Makedonija Skopje, w którym występował w drużynach juniorskich. Następnie trafił do Karaorman Skopje, a w 1998 roku do Napredoku Kičevo, z którym wywalczył awans z drugiej ligi. W 1999 roku został piłkarzem Sileksu Kratovo, w barwach którego zadebiutował w pierwszej lidze macedońskiej i w pierwszym sezonie gry zajął z Sileksem 6. miejsce. W Sileksie występował także w rundzie jesiennej sezonu 2000/2001, ale wysoka forma spowodowała, że już w styczniu przeszedł do Spartaka Moskwa. W Spartaku od razu wywalczył miejsce w wyjściowej jedenastce i kontynuował równą formę. Już w 2001 roku został mistrzem Rosji. Wystąpił także w fazie grupowej Ligi Mistrzów. W 2002 roku zakończył sezon na 3. pozycji w tabeli. W kolejnych dwóch sezonach nie osiągnął jednak sukcesu ze Spartakiem, który zajmował kolejno 10. miejsce w 2003 roku oraz 8. w 2004.
Latem 2005 Mitreski przeszedł do ukraińskiego Metałurha Zaporoże. Tam występował zaledwie przez pół roku i już w zimowym oknie transferowym 2006 trafił do izraelskiego Beitaru Jerozolima. W Beitarze, podobnie jak w Metałurhu, grał w wyjściowej jedenastce i z jerozolimskim klubem zakończył sezon Ligat ha’Al na 3. pozycji.
W 2006 roku Mitreski zmienił barwy klubowe i został piłkarzem Energie Cottbus. W Bundeslidze zadebiutował 19 sierpnia w zremisowanym 2:2 meczu z Hamburger SV. W Energie spisywał się udanie i był jednym z czołowych zawodników zespołu. Swoją grą w obronie przyczynił się do utrzymania zespołu w lidze w 2007 i 2008 roku.
W 2009 roku Mitreski został wypożyczony do belgijskiego Germinalu Beerschot Antwerpia. W jego barwach zadebiutował 24 stycznia w wygranym 1:0 wyjazdowym spotkaniu z FCV Dender EH. Od lata 2010 roku jest piłkarzem Neftçi PFK.
| Sezon   | Klub               | Kraj               | Rozgrywki     | Mecze | Bramki |
| ------- | ------------------ | ------------------ | ------------- | ----- | ------ |
| 1998/99 | Napredok Kiczewo   | Macedonia Północna | 2. liga       | ?     | ?      |
| 1999/00 | Siłeks Kratowo     | Macedonia Północna | Prva Liga     | 23    | 0      |
| 2000/01 | Siłeks Kratowo     | Macedonia Północna | Prva Liga     | 11    | 0      |
| 2001    | Spartak Moskwa     | Rosja              | Priemjer-Liga | 27    | 0      |
| 2002    | Spartak Moskwa     | Rosja              | Priemjer-Liga | 27    | 0      |
| 2003    | Spartak Moskwa     | Rosja              | Priemjer-Liga | 15    | 0      |
| 2004    | Spartak Moskwa     | Rosja              | Priemjer-Liga | 15    | 0      |
| 2005/06 | Metałurh Zaporoże  | Ukraina            | Wyszcza Liha  | 12    | 0      |
| 2005/06 | Beitar Jerozolima  | Izrael             | Ligat ha’Al   | 10    | 1      |
| 2006/07 | Energie Cottbus    | Niemcy             | Bundesliga    | 27    | 0      |
| 2007/08 | Energie Cottbus    | Niemcy             | Bundesliga    | 32    | 0      |
| 2008/09 | Energie Cottbus    | Niemcy             | Bundesliga    | 4     | 0      |
| 2008/09 | Germinal Beerschot | Belgia             | Eerste Klasse | 16    | 0      |
| 2009/10 | Energie Cottbus    | Niemcy             | 2 Bundesliga  | 13    | 0      |
| 2009/10 | CSKA Sofia         | Bułgaria           | A PFG         | 4     | 0      |
| 2010/11 | Neftçi PFK         | Azerbejdżan        | Premyer Liqa  | 30    | 1      |
| 2011/12 | Neftçi PFK         | Azerbejdżan        | Premyer Liqa  | 27    | 0      |
| 2012/13 | Neftçi PFK         | Azerbejdżan        | Premyer Liqa  | 27    | 0      |
| 2013/14 | Neftçi PFK         | Azerbejdżan        | Premyer Liqa  | 17    | 0      |

## Kariera reprezentacyjna
W reprezentacji Macedonii Mitreski zadebiutował 28 lutego 2001 roku w zremisowanym 1:1 towarzyskim spotkaniu z Czechami. Z Macedonią występował już w eliminacjach do MŚ 2002, Euro 2004 oraz MŚ 2006.